# 宮ヶ瀬村
宮ヶ瀬村（みやがせむら）は、神奈川県の北西に位置した愛甲郡にかつてあった村である。
1956年9月30日に煤ヶ谷村と合併して清川村となった。現在の住所表示は愛甲郡清川村宮ヶ瀬となっている。
当時の集落は宮ヶ瀬ダム建設でほとんど水没してしまった。現在は宮ヶ瀬湖があり、観光スポットとなっている。

## 地理
- 山：高取山、仏果山、鍋嵐、日高、三角沢ノ頭、竜ヶ馬場、丹沢山、瀬戸沢ノ頭、西峰、中峰、東峰、栂立ノ頭、松小屋ノ頭、高畑山、御殿森ノ頭
- 河川：中津川

## 歴史
- 1889年4月1日 - 町村制施行により、愛甲郡宮ヶ瀬村が発足。
- 1956年9月30日 - 煤ヶ谷村と合併し清川村となる。

## 教育
- 清川村立宮ヶ瀬中学校
- 清川村立宮ヶ瀬小学校

## 交通

### 路線バス
- 神奈川中央交通

### 道路

#### 県道
- 主要地方道
  - 神奈川県道64号伊勢原津久井線
  - 神奈川県道70号秦野清川線
- 一般県道
  - 神奈川県道514号宮ヶ瀬愛川線